# Back in Action
Back in Action és una pel·lícula de comèdia d'acció estatunidenca dirigida per Seth Gordon a partir d'un guió que va coescriure amb Brendan O'Brien. La pel·lícula és protagonitzada per Jamie Foxx, Cameron Diaz, Andrew Scott, Jamie Demetriou, Kyle Chandler i Glenn Close. Es va estrenar a Netflix el 17 de gener de 2025. S'ha doblat i subtitulat al català.
El juny de 2022, es va informar que Cameron Diaz tornaria de la seva retirada per una comèdia d'acció escrita per Seth Gordon i Brendan O'Brien titulada Back in Action, també protagonitzada per Jamie Foxx. Es va revelar que Beau Bauman seria productor de Good One Productions amb Seth Gordon fent-ho per a Exhibit A. Foxx, Datari Turner, O'Brien i Mark McNair en serien els productors executius. L'agost de 2022, Foxx va intentar persuadir Diaz (l'última pel·lícula abans de la seva retirada el 2014 va ser Annie, que també va protagonitzar) per unir-se al repartiment. Foxx va dir a Entertainment Tonight que "Cameron és una força tan increïble i ha aportat molt en aquest sector" i va revelar que li havia preguntat: "'Vols divertir-te una mica?' I crec que això és el que la va dur aquí... estem molt contents que passi i l'esperem amb moltes ganes".
El novembre de 2022, Glenn Close i Kyle Chandler es van afegir al repartiment. El febrer de 2023, Andrew Scott, McKenna Roberts, Rylan Jackson i Jamie Demetriou també s'hi van unir. El rodatge principal va tenir lloc a Londres del 2 de desembre de 2022 al 9 de març de 2023. A finals de febrer de 2023, Diaz va rodar escenes al riu Tàmesi. El rodatge a Atlanta va començar el 27 de març i va acabar a finals d'abril. A mitjans d'abril, mentre Foxx estava hospitalitzat per una emergència mèdica, es van utilitzar dobles per filmar les seves escenes restants.
Encara que Gordon i O'Brien són els únics guionistes reconeguts, també van fer-hi diverses contribucions Andrea Berloff, Matteo Borghese, Joel Church-Cooper, Adam Cole-Kelly, Dana Fox, Paul Fruchbom, John Gatins, Joe Nussbaum, Cassie Pappas, Lennon. Parham, Sam Pitman, Ellen Shanman, Laura Solon, David Stassen, Jessica St. Clair, Victoria Strouse i Lillian Yu.